# Monswiller
Monswiller est une commune française située dans la circonscription administrative du Bas-Rhin et, depuis le 1er janvier 2021, dans le territoire de la Collectivité européenne d'Alsace, en région Grand Est.
Cette commune se trouve dans la région historique et culturelle d'Alsace.

## Géographie

### Localisation
Monswiller se situe à l'entrée est de Saverne et à 40 km à l'ouest environ de Strasbourg. Mis à part les villes et villages voisins, Monswiller est entourée de forêts et de champs.

### Hydrographie
La commune est dans le bassin versant du Rhin au sein du bassin Rhin-Meuse. Elle est drainée par le canal de la Marne au Rhin, la Zorn, la Mossel, le ruisseau le Michelbach, le ruisseau le Liesgraben et la Zornhof Dérivation,.
Le canal de la Marne au Rhin, d'une longueur totale de 314 km, et 178 écluses à l'origine, relie la Marne (à Vitry-le-François) au Rhin (à Strasbourg). Par le canal latéral de la Marne, il est connecté au réseau navigable de la Seine vers l'Île-de-France et la Normandie.
La Zorn, d'une longueur totale de 96,7 km, prend sa source dans la commune de Walscheid et se jette  dans le canal de la Marne au Rhin à Rohrwiller, après avoir traversé 34 communes. Les caractéristiques hydrologiques de la Zorn sont données par la station hydrologique située sur la commune de Saverne. Le débit moyen mensuel est de 2,1 m3/s. Le débit moyen journalier maximum est de 42,2 m3/s, atteint lors de la crue du 26 mai 1983. Le débit instantané maximal est quant à lui de 45,6 m3/s, atteint le même jour.

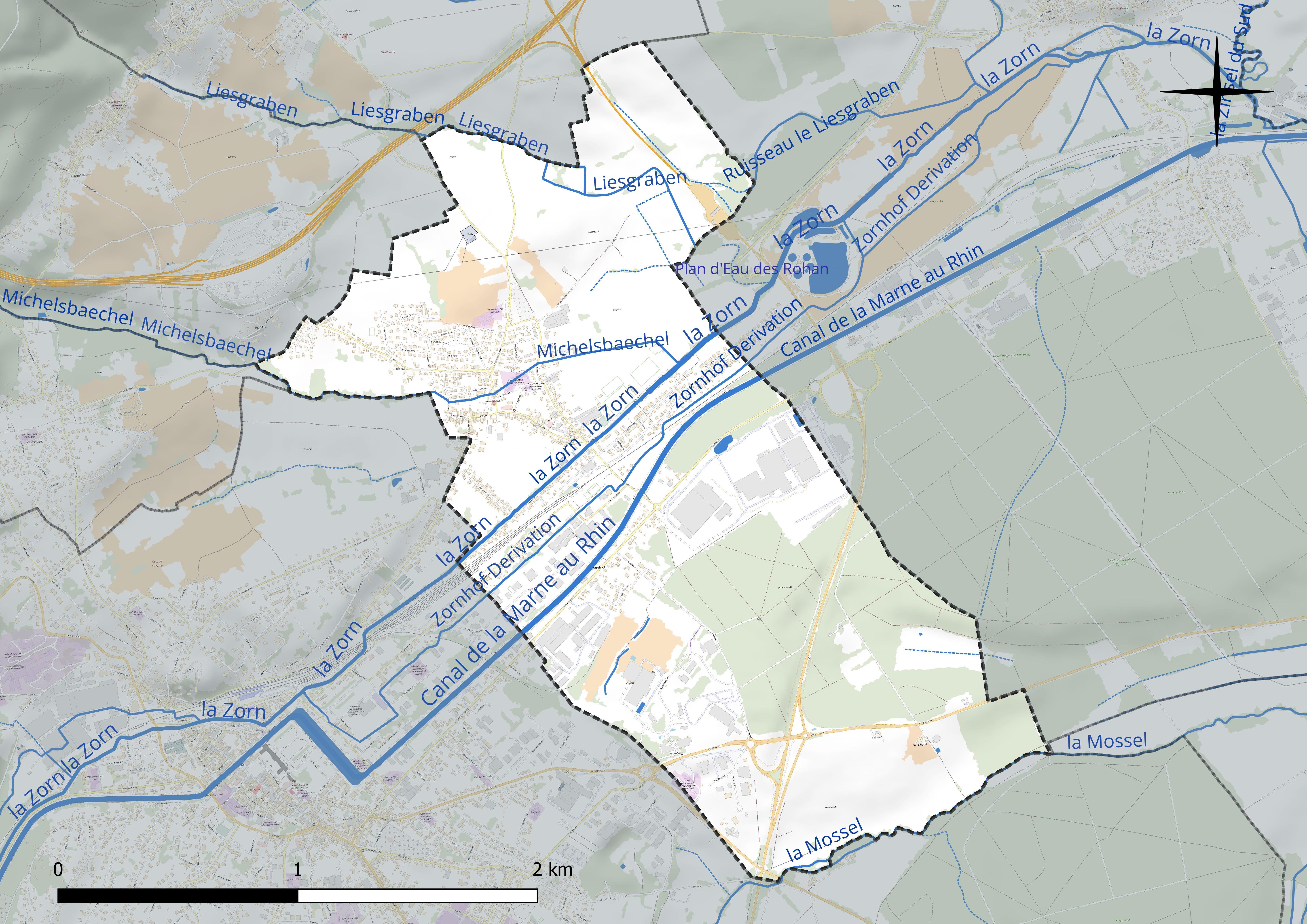
Réseau hydrographique de Monswiller.

La Mossel, d'une longueur totale de 21,2 km, prend sa source dans la commune de Dabo et se jette  dans la Zorn à Dettwiller, après avoir traversé douze communes.

### Climat
Pour des articles plus généraux, voir Climat du Grand Est et Climat du Bas-Rhin.
En 2010, le climat de la commune est de type climat des marges montargnardes, selon une étude du Centre national de la recherche scientifique s'appuyant sur une série de données couvrant la période 1971-2000. En 2020, Météo-France publie une typologie des climats de la France métropolitaine dans laquelle la commune est exposée à un climat semi-continental et est dans la région climatique  Vosges, caractérisée par une pluviométrie très élevée (1 500 à 2 000 mm/an) en toutes saisons et un hiver rude (moins de 1 °C).
Pour la période 1971-2000, la température annuelle moyenne est de 10,4 °C, avec une amplitude thermique annuelle de 17,7 °C. Le cumul annuel moyen de précipitations est de 772 mm, avec 11 jours de précipitations en janvier et 10,1 jours en juillet. Pour la période 1991-2020, la température moyenne annuelle observée sur la station météorologique de Météo-France la plus proche, « Wangenbourg_sapc », sur la commune de Wangenbourg-Engenthal à 15 km à vol d'oiseau, est de 9,9 °C et le cumul annuel moyen de précipitations est de 1 131,8 mm. 
La température maximale relevée sur cette station est de 36,4 °C, atteinte le 25 juillet 2019 ; la température minimale est de −16,9 °C, atteinte le 7 février 2012,,.
Les paramètres climatiques de la commune ont été estimés pour le milieu du siècle (2041-2070) selon différents scénarios d'émission de gaz à effet de serre à partir des nouvelles projections climatiques de référence DRIAS-2020. Ils sont consultables sur un site dédié publié par Météo-France en novembre 2022.

## Urbanisme

### Typologie
Au 1er janvier 2024, Monswiller est catégorisée ceinture urbaine, selon la nouvelle grille communale de densité à sept niveaux définie par l'Insee en 2022.
Elle appartient à l'unité urbaine de Saverne, une agglomération intra-départementale regroupant huit  communes, dont elle est une commune de la banlieue,,. Par ailleurs la commune fait partie de l'aire d'attraction de Strasbourg (partie française), dont elle est une commune de la couronne,. Cette aire, qui regroupe 268 communes, est catégorisée dans les aires de 700 000 habitants ou plus (hors Paris),.

### Occupation des sols
L'occupation des sols de la commune, telle qu'elle ressort de la base de données européenne d’occupation biophysique des sols Corine Land Cover (CLC), est marquée par l'importance des territoires agricoles (39,9 % en 2018), en diminution par rapport à 1990 (47,3 %). La répartition détaillée en 2018 est la suivante : prairies (26,2 %), forêts (22,2 %), zones industrielles ou commerciales et réseaux de communication (20,3 %), zones urbanisées (17,6 %), terres arables (9,4 %), cultures permanentes (4,3 %). L'évolution de l’occupation des sols de la commune et de ses infrastructures peut être observée sur les différentes représentations cartographiques du territoire : la carte de Cassini (XVIIIe siècle), la carte d'état-major (1820-1866) et les cartes ou photos aériennes de l'IGN pour la période actuelle (1950 à aujourd'hui).

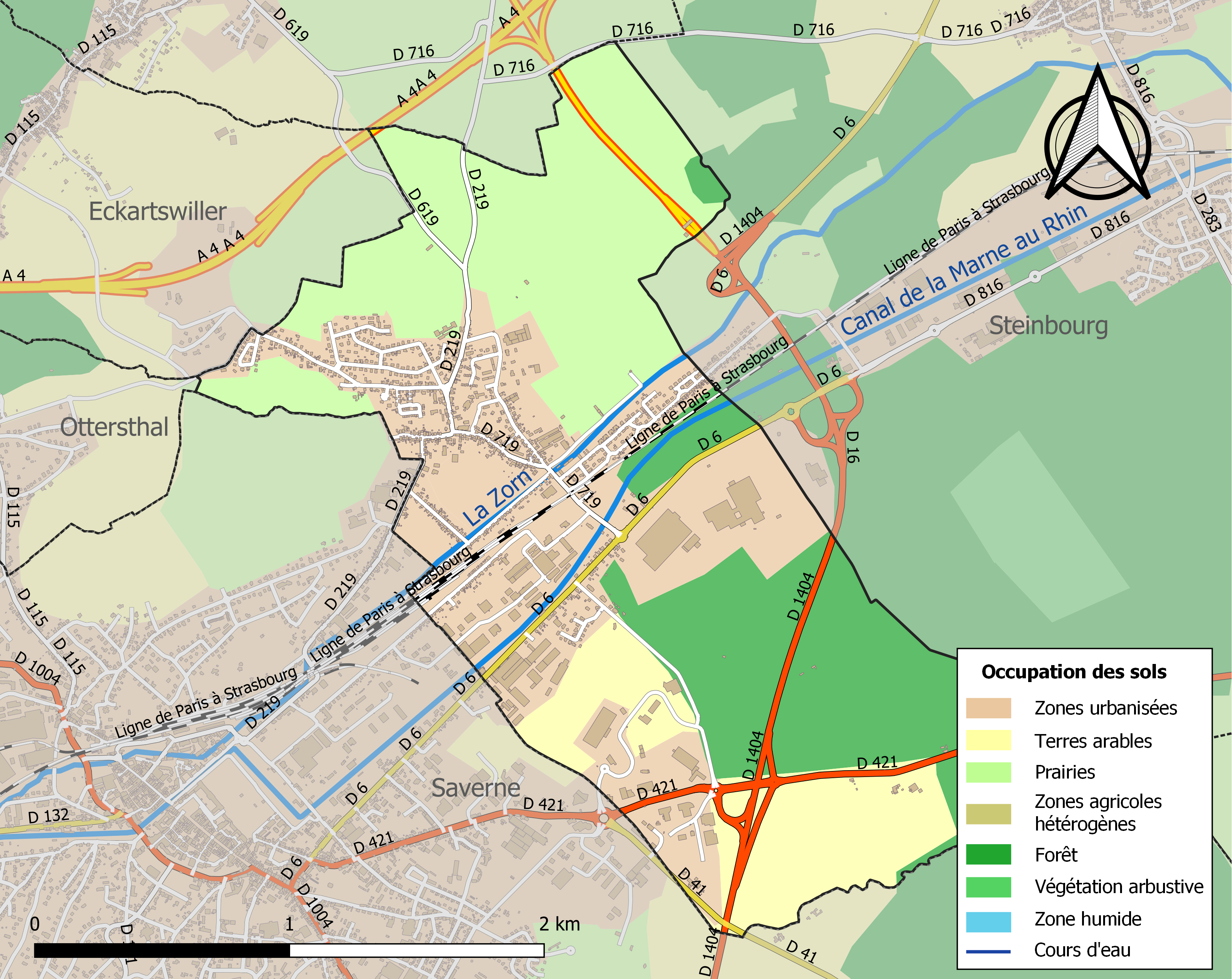
Carte des infrastructures et de l'occupation des sols de la commune en 2018 (CLC).

## Toponymie
Monsviller (1793), Monswiller (1801).

## Histoire

### Un bel historique
Les premières traces de population sur le territoire de la commune ont été découvertes en 1970, sous la forme de pièces de monnaie datées de l'époque gauloise (270 - 274), et des fondations d'un édifice datant lui aussi du IIIe siècle.
La commune actuelle est née de la fusion des deux bans de Monswiller et Zornhoffen en 1790, après que la région ait eu à souffrir de nombreuses guerres : guerre des Paysans, guerre de Religion, guerre de Trente Ans, guerre de Dévolution...
Monswiller fut, dès le début du 19e siècle, le siège d'industries métallurgiques utilisant le force motrice de l'eau, d'abord sous l'égide du baron CHOUARD  puis de Gustave Goldenberg, qui y a implanté et développé une usine d'outillage et de quincaillerie, entraînant ainsi l'essor de la commune. Gustave Goldenberg a eu une très grande influence sur le village, y construisant église, école et quartier ouvrier et y occupant la fonction de maire de 1846 à 1852.
Après la Seconde Guerre mondiale, l'entreprise a malheureusement traversé une période de déclin, jusqu'à la fermeture de l'usine dans les années 1970. Quelques bâtiments subsistent encore sur le site, transformés et occupés par de petites entreprises locales.

### La politique sociale desGoldenberg
Comme beaucoup de ses collègues chefs d'entreprises au 19e siècle, Gustave Goldenberg a mis en place une véritable politique sociale, dans l'intérêt des ouvriers et de leurs familles mais surtout dans l'intérêt de son entreprise.
Il estimait qu’un ouvrier en bonne santé, nourri correctement et logé dans de bonnes conditions d'hygiène travaille mieux ! De plus, un ouvrier vivant au sein de sa famille est moins tenté par la boisson et mène une vie plus régulière qu'un ouvrier livré à lui-même pendant ses loisirs.
Gustave Goldenberg a donc construit une série de maisons ouvrières, toutes sur le même plan, louées aux familles de ses ouvriers.
Ces maisons se situaient entre autres rue du Zornhoff, non loin de l'usine, et comportaient 3 à 6 chambres, un jardin, où étaient cultivés les légumes, une étable pour élever quelques animaux, fournissant ainsi la base de l'alimentation. Une cave et un grenier permettaient stockage des légumes, séchage du linge...
Ces maisons ont été au fil du temps transformées, l'une d'entre elles a été déplacée à l'Ecomusée d'Alsace, à Ungersheim où elle témoigne de ces temps révolus.
Dans le même esprit, Gustave Goldenberg avait besoin de contremaîtres et de chefs d'ateliers sachant lire et écrire, il a donc créé une école pour les enfants, dont il a rémunéré le maître d'école et assumé équipement et frais de fonctionnement (allant jusqu'à fournir un "orgue harmonium à transposition" pour la classe de chant) .Pour inciter à la fréquentation de cette école, il n'a plus embauché à l'usine de garçons de moins de 14 ans, et à la condition qu’ils aient fréquenté l'école et fait leur première confirmation et communion solennelle. Plus tard, il a créé une deuxième école pour pallier le nombre grandissant d'élèves et pour pouvoir séparer les garçons et les filles.
Une autre innovation des Goldenberg a été la mise en place d'une caisse de secours, alimentée par les cotisations des ouvriers, et servant à payer les indemnités de maladie des ouvriers en cas d'absence pour raisons de santé et les secours mensuels aux invalides, aux veuves et aux orphelins. L'entreprise a également embauché des médecins spécialement dévolus aux soins des ouvriers malades.
L'ensemble de la politique sociale des Goldenberg est détaillé dans un document "Mémoire pour l'exposition internationale d'Amsterdam - 1869", conçu pour accompagner l'envoi des échantillons de la production de l'entreprise et destiné aux différents jurys.

### Ex-voto
L'église Notre-Dame-de-l'Assomption abrite une importante collection de 86 ex-voto, datés de 1795 à 1825.
Au XIXe siècle, Monswiller était un des plus importants pèlerinages à la Vierge de la région. Les pèlerins arrivaient lors des fêtes et trouvaient, devant l'église, plusieurs artistes peintres, auxquels ils décrivaient la cause à évoquer dans l'ex-voto : protection d'un fils soldat, maladie d'un proche, mais aussi remerciement pour avoir été épargné par une épidémie ou pour une guérison ou une naissance.
Ces peintres avaient préparé d'avance des fonds, en plusieurs compositions, avec les éléments intangibles des ex-voto : la terre, le ciel, la Vierge à l'Enfant, parmi lesquels les pèlerins faisaient leur choix.
Durant l'office religieux, les peintres personnalisaient les tableaux, pour les remettre à la fin de l'office à leurs commanditaires.
Les experts s'accordent à dire que quatre peintres (restés anonymes) sont les auteurs de la majorité des ex-voto, comme en témoignent les caractéristiques stylistiques.

## Politique et administration

### Administration municipale
Le nombre d'habitants au dernier recensement étant compris entre 1 500 et 2 499, le nombre de membres du conseil municipal est de 19.

### Liste des maires
| Période                                  | Période                   | Identité                     | Étiquette | Qualité                                                                                            |
| ---------------------------------------- | ------------------------- | ---------------------------- | --------- | -------------------------------------------------------------------------------------------------- |
| Les données manquantes sont à compléter. |                           |                              |           | |
| 1843                                     | 1852                      | Gustave Goldenberg           | Droite    | Industriel, agronome Député du Bas-Rhin (1849 → 1850)                                              |
| 1855                                     | 1856                      | Antoine Buchholtz            |           | |
| 1865                                     | 1871                      | Alfred Goldenberg            |           | Industriel Conseiller général du canton de Saverne (1864 → 1870) Député au Reichstag (1880 → 1890) |
| 1874                                     | 1909                      | Louis Christmann (1829-1910) |           | Industriel, amateur d’art                                                                          |
| Les données manquantes sont à compléter. |                           |                              |           | |
| ca. 1945                                 |                           | Alfred Fischbach             |           | |
| 1959                                     | 1984                      | Ernest Meyer (1910-2004)     |           | Directeur du collège d'enseignement général de Saverne                                             |
| mars 1984                                | juin 1995                 | Albert Jung, (1923-2016)     |           | Secrétaire de mairie retraité Réélu en 1989                                                        |
| juin 1995                                | mai 2020                  | Pierre Kaetzel               | DVD       | Retraité Président de la CC de la Région de Saverne (1999 → 2016) Réélu en 2001, 2008 et 2014      |
| mai 2020                                 | En cours (au 29 mai 2020) | William Picard               | SE        | Ancien cadre                                                                                       |

La commune est dotée d'une caserne de pompiers, d'un réseau animation jeunes (RAJ) et d'une médiathèque municipale.

## Population et société

### Démographie
L'évolution du nombre d'habitants est connue à travers les recensements de la population effectués dans la commune depuis 1793. Pour les communes de moins de 10 000 habitants, une enquête de recensement portant sur toute la population est réalisée tous les cinq ans, les populations de référence des années intermédiaires étant quant à elles estimées par interpolation ou extrapolation. Pour la commune, le premier recensement exhaustif entrant dans le cadre du nouveau dispositif a été réalisé en 2008.

En 2022, la commune comptait 1 994 habitants, en évolution de −5,45 % par rapport à 2016 (Bas-Rhin : +3,17 %, France hors Mayotte : +2,11 %).
| 1793 | 1800 | 1806 | 1821 | 1831 | 1836 | 1841 | 1846 | 1851 |
| ---- | ---- | ---- | ---- | ---- | ---- | ---- | ---- | ---- |
| 298  | 358  | 402  | 420  | 618  | 746  | 687  | 943  | 993  |

| 1856 | 1861 | 1866  | 1871  | 1875  | 1880  | 1885  | 1890  | 1895  |
| ---- | ---- | ----- | ----- | ----- | ----- | ----- | ----- | ----- |
| 942  | 965  | 1 007 | 1 002 | 1 211 | 1 459 | 1 535 | 1 548 | 1 350 |

| 1900  | 1905  | 1910  | 1921  | 1926  | 1931  | 1936  | 1946  | 1954  |
| ----- | ----- | ----- | ----- | ----- | ----- | ----- | ----- | ----- |
| 1 353 | 1 383 | 1 451 | 1 348 | 1 348 | 1 340 | 1 358 | 1 312 | 1 318 |

| 1962  | 1968  | 1975  | 1982  | 1990  | 1999  | 2006  | 2008  | 2013  |
| ----- | ----- | ----- | ----- | ----- | ----- | ----- | ----- | ----- |
| 1 454 | 1 506 | 1 760 | 1 779 | 1 757 | 1 800 | 2 076 | 2 145 | 2 096 |

| 2018  | 2022  | - | - | - | - | - | - | - |
| ----- | ----- | - | - | - | - | - | - | - |
| 2 045 | 1 994 | - | - | - | - | - | - | - |

## Culture locale et patrimoine

### Lieux et monuments
- Église Notre-Dame-de-l'Assomption.

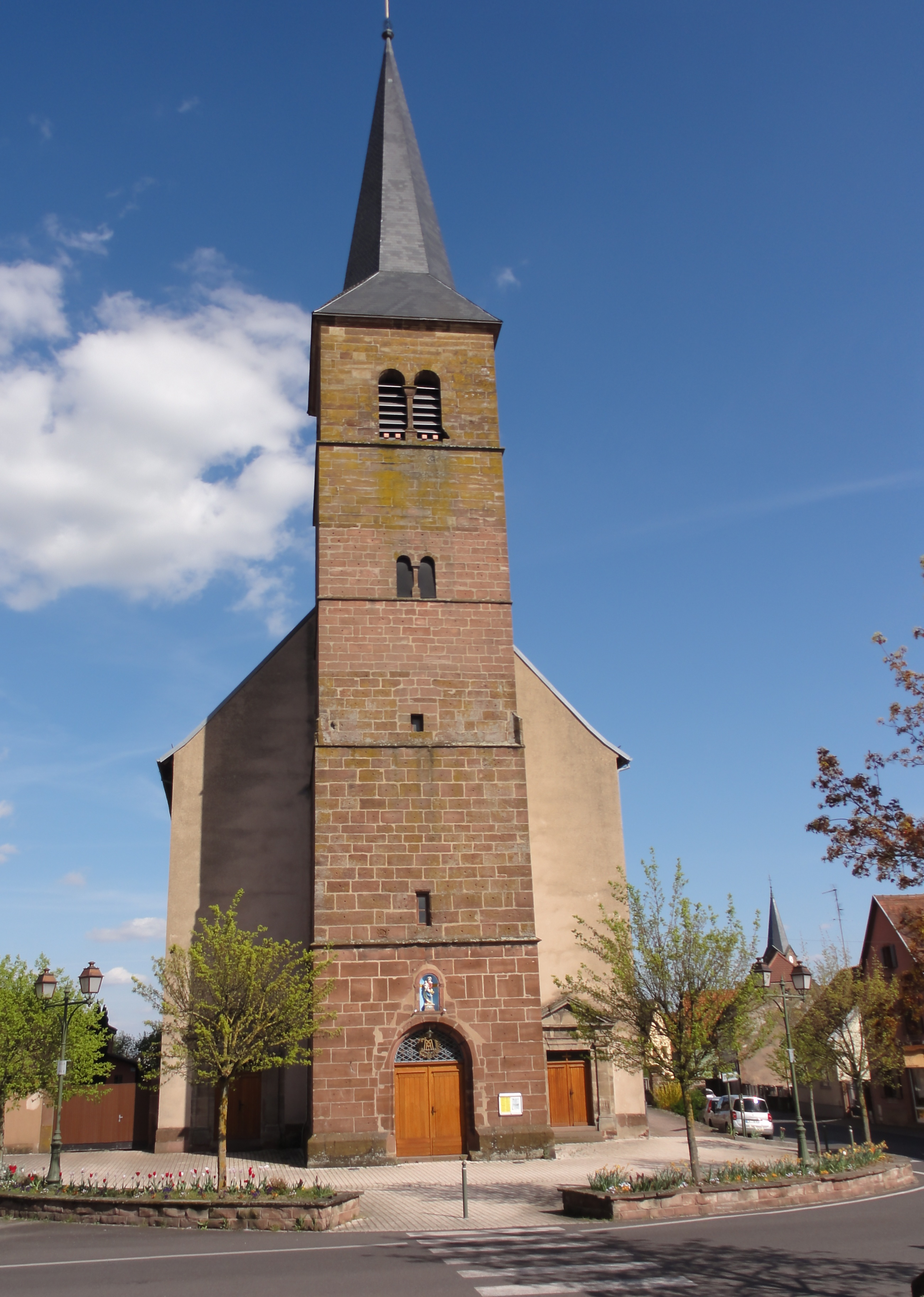
Église Notre-Dame-de-l'Assomption.
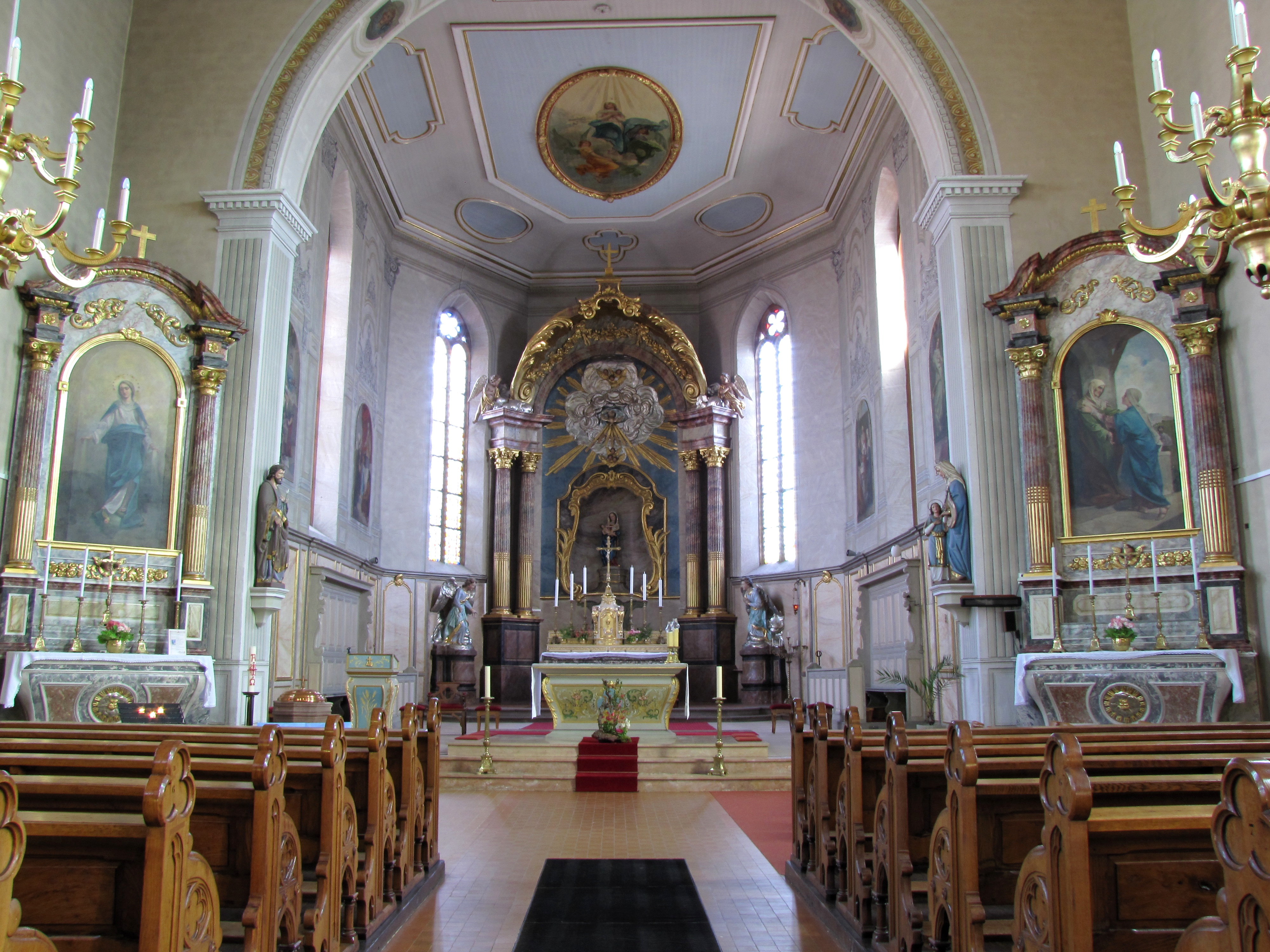
Vue intérieure de la nef vers le chœur.
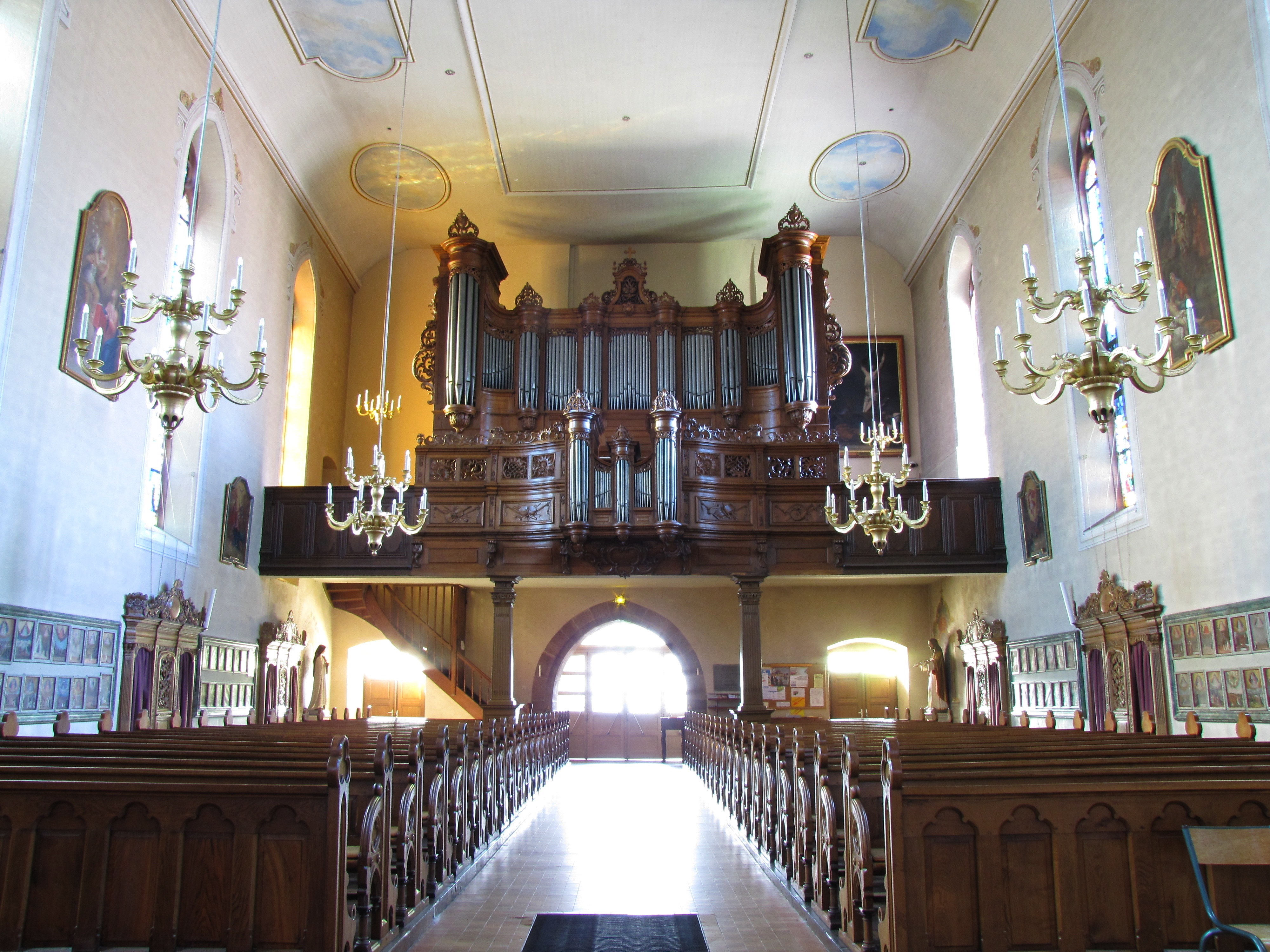
Vue intérieure de la nef vers l'orgue de tribune Rohrer-Rinckenbach (XVIIIe-XIXe).
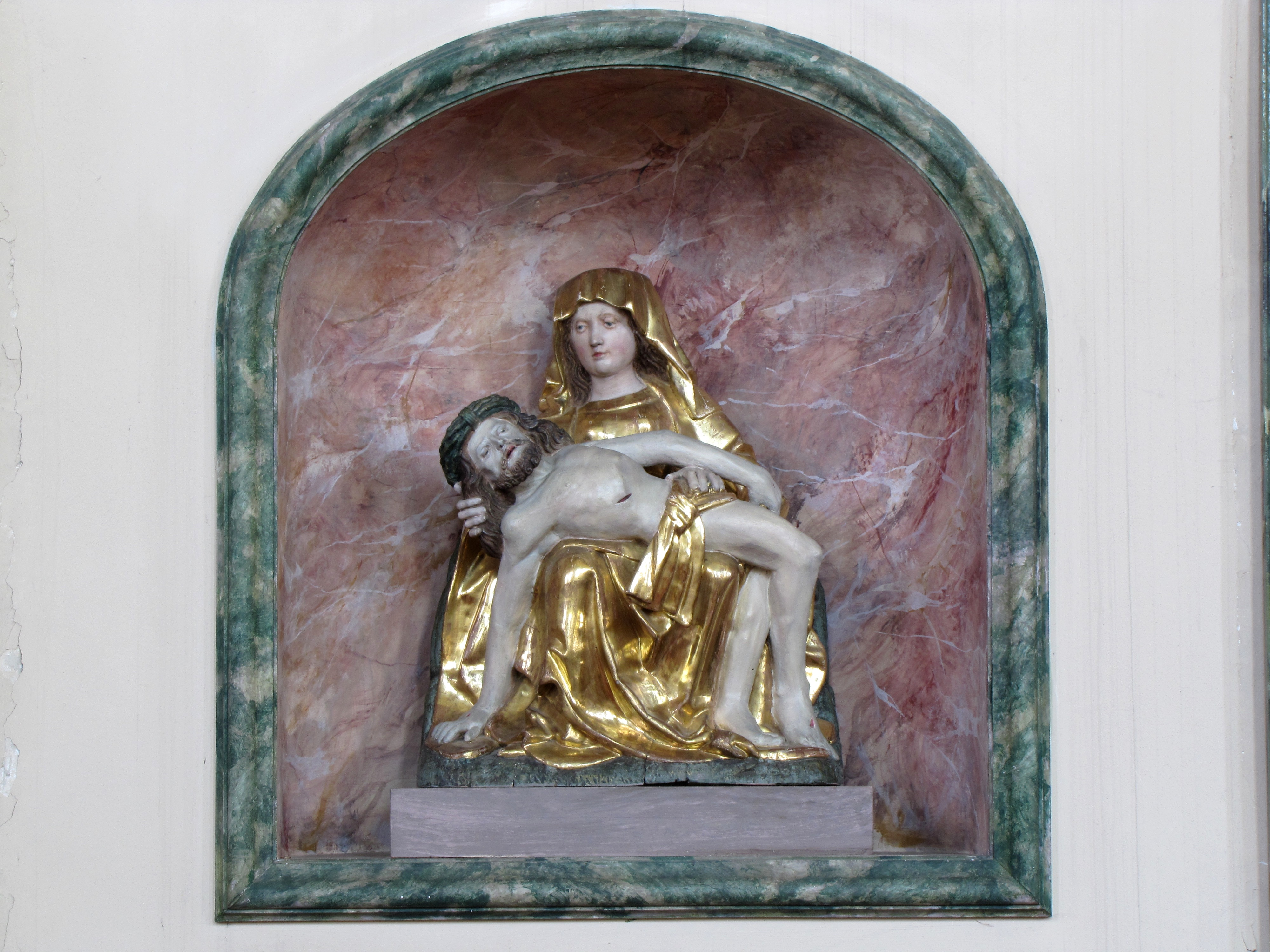
Vierge de Pitié (XVIe).
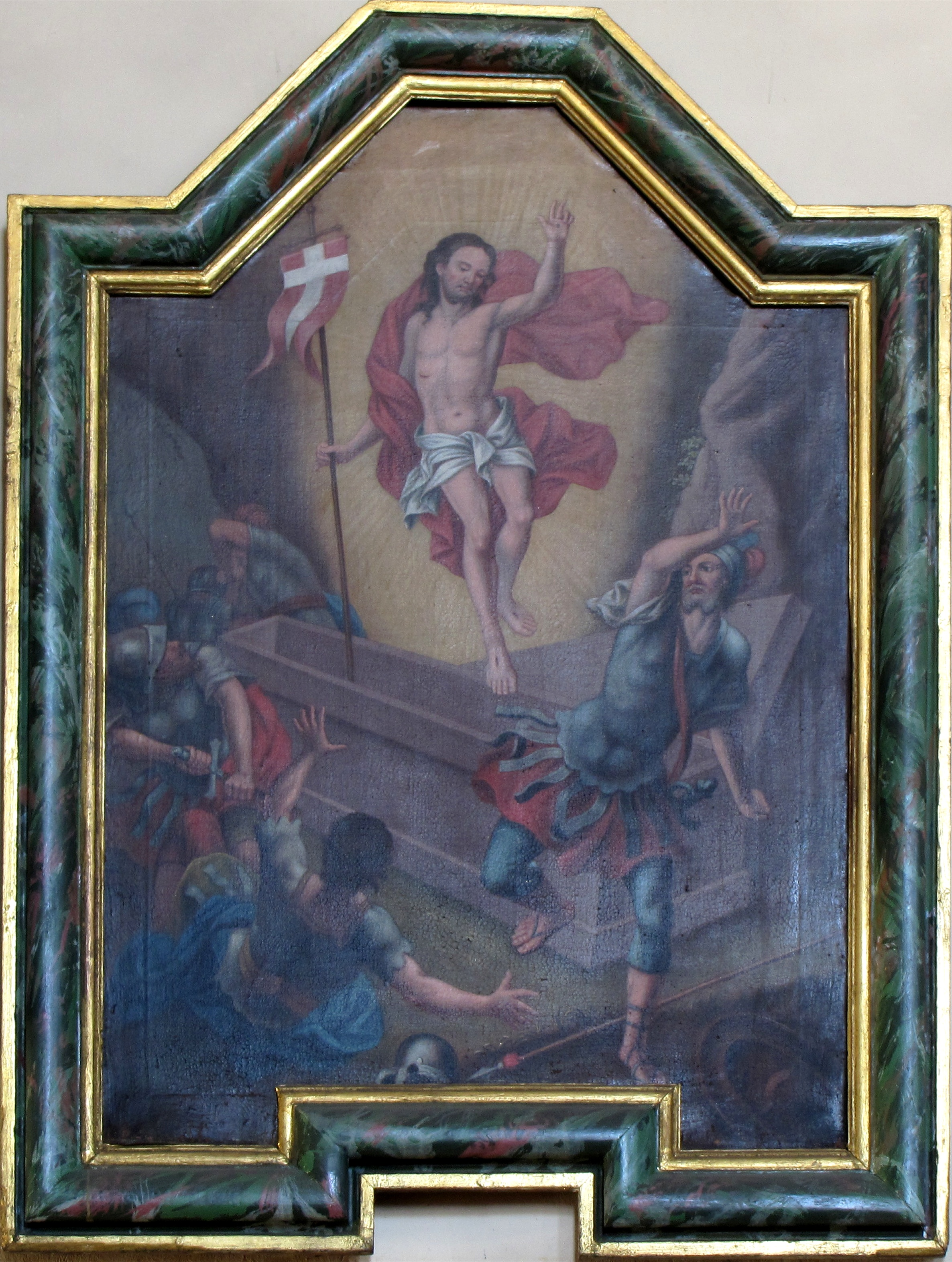
Tableau « Résurrection du Christ » (XVIIIe-XIXe).

- Monuments aux morts : place de la Mairie.

### Événements et fêtes
- Premier dimanche après le 15 août : Messti du village.

### Personnalités liées à la commune
- Dominique Bur, haut fonctionnaire.Neveu de Ernest Meyer, maire de Monswiller de 1959 à 1984
- Gérard Oberlé, écrivain.

### Héraldique
| Blason de Monswiller | Blason  | D'or aux trois lionceaux de gueules. |
| Blason de Monswiller | Détails |                                      |